# Liste der Ramsar-Gebiete in Neuseeland
Die Ramsar-Gebiete in Neuseeland sind nach der 1971 beschlossenen Ramsar-Konvention besondere Schutzzonen für natürliche Feuchtgebiete auf dem Territorium des Landes. Sie besitzen gemäß dem Anliegen dieses völkerrechtlichen Vertrags eine hohe Bedeutung und dienen insbesondere dem Erhalt der Lebensräume von Wasser- und Watvögeln.
Die sieben Ramsar-Gebiete haben eine Gesamtfläche von 67.186 Hektar (Stand August 2021). Die ersten beiden Gebiete wurden am 13. August 1976 ausgewiesen.

## Liste
| Name des Gebiets                 | Bild | Koordinaten                   | Ramsar-Nr. | Fläche [ha] | Ausweisungsdatum | Anmerkungen |
| -------------------------------- | ---- | ----------------------------- | ---------- | ----------- | ---------------- | --- |
| Awarua Wetland                   |      | 46° 34′ 0″ S, 168° 31′ 0″ O   | 102        | 20.000      | 13. Aug. 1976    | nationaler Status: Scientific Reserve |
| Farewell Spit                    |      | 40° 32′ 34″ S, 172° 54′ 54″ O | 103        | 11.388      | 13. Aug. 1976    | nationaler Status: Nature reserve |
| Firth of Thames                  |      | 37° 13′ 0″ S, 175° 22′ 59″ O  | 459        | 7.800       | 29. Jan. 1990    | nationaler Status: Coastal reserve - Taramaire |
| Kopuatai Peat Dome               |      | 37° 25′ 59″ S, 175° 33′ 0″ O  | 444        | 10.201      | 4. Dez. 1989     | nationaler Status: Stewardship area, wildlife management reserve |
| Manawatu river mouth and estuary |      | 40° 28′ 59″ S, 175° 13′ 59″ O | 1491       | 200         | 25. Juli 2005    | nationaler Status: Conservation Area |
| Wairarapa Moana Wetland          |      | 41° 13′ 48″ S, 175° 12′ 6″ O  | 2432       | 10.547      | 20. Aug. 2020    | nationaler Status: Public Conservation Land (Conservation Act & Reserves Act) - Wairarapa Wetlands Conservation Area, Allsop's Bay Wildlife Reserve, Ruamahanga Cutoff Wildlife Reserve, Wairarapa Lakeshore Scientific Reserve; Matthew’s Lagoon and Boggy Pond Wildlife Reserve; Water Conservation Order - Lake Wairarapa |
| Whangamarino                     |      | 37° 18′ 0″ S, 175° 7′ 0″ O    | 443        | 5.923       | 4. Dez. 1989     | nationaler Status: Stewardship area |